# 石坂有紀子
石坂 有紀子（いしざか ゆきこ、1968年3月14日 - ） は神奈川県茅ヶ崎市出身のスポーツ選手。スポーツインストラクター。有限会社サウスウインズ代表取締役社長。愛称「ユキ」。AB型。身長165cm。数多くのスポーツ競技経験を持つマルチアスリートとして活躍を続けている。特にビーチバレーではオリンピック2大会連続出場を果たした。

## 来歴
中学校時代はバレーボールで県大会優勝を経験する。
高校時代は、陸上競技に打ち込み、やり投でインターハイ出場を果たす。円盤投、走高跳でも活躍する。
1992年にサウスウインズを設立しフィットネススタジオ「ボディサクセス21」の代表として活動を始める。

### ビーチバレー
1993年にビーチバレーを始める。優秀な成績を残し、競技歴わずか3年で1996年アトランタオリンピック日本代表となり、9位となる。2000年シドニーオリンピックにも出場する。また、アトランタ直後のワールドシリーズでは準優勝し日本人初のメダルを獲得する。
2016年、川崎ビーチスポーツ副理事長就任。ビーチバレー界初のアカデミー校として選手育成・普及活動に力を注ぐ。

### ゴルフ
2001年、ゴルフに転向。2002年にはカリフォルニアWCLGTアマチュアトーナメント初出場初優勝する。

### その他
これらの他に「ボルヴィック トロフィージャパン」と呼ばれるランニング、マウンテンバイク、ロッククライミング、ロックボブスレーなどで構成され、トライアスロン以上に過酷と言われる大会に1996年と1998年の2大会連続出場で敢闘賞を受賞する。現在は、「自らを高めるモチベーションマネージメント」～五輪出場と企業経営両立の中で～　
　「アスリートのセカンドキャリア」「石坂有紀子流メンタルトレーニング法」などのテーマで積極的に講演活動も展開中。

## CM
キリン「淡麗」（2000年）

## 著書
- 「ユキの肉体改造計画」（日本文化出版）